# Gubernator Marylandu

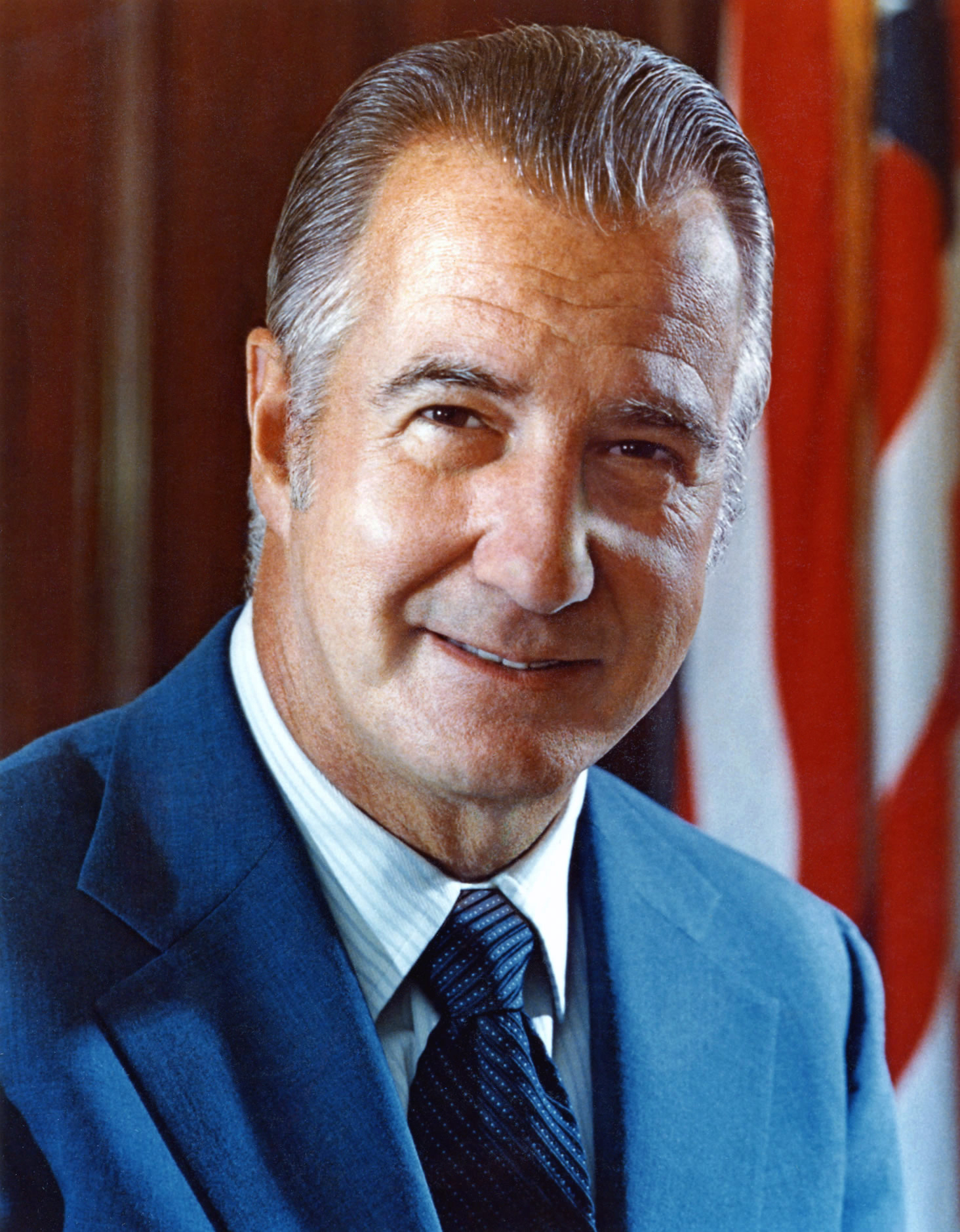
Spiro Agnew, 55. gubernator Marylandu i późniejszy wiceprezydent Stanów Zjednoczonych

Gubernator Marylandu – najwyższy urzędnik władzy wykonawczej w amerykańskim stanie Maryland i głównodowodzący stanowych sił zbrojnych. 

## Historia i ewolucja urzędu gubernatora Marylandu
W czasach kolonialnych  brytyjscy baronowie Baltimore (właściciele prowincji Maryland) mianowali jej gubernatora, który zarządzał kolonią w ich imieniu. W latach 1692–1715, gdy Maryland był brytyjską kolonią królewską, gubernatora mianowali królowie Wielkiej Brytanii. Baronowie Baltimore odzyskali kontrolę nad kolonią w 1715 i ponownie mianowali gubernatorów, aż do czasów rewolucji amerykańskiej.
Zgodnie z zapisem pierwszej konstytucji stanowej z 1776, gubernator stanu Maryland był wybierany corocznie przez wspólne zgromadzenie obu izb stanowego parlamentu. Począwszy od 1838, zgodnie z poprawką do konstytucji, gubernator był wybierany na okres 3 lat w głosowaniu powszechnym w jednym z trzech okręgów wyborczych. W każdych kolejnych wyborach tylko wyborcy z jednego okręgu uprawnieni byli do głosowania i okręgi zmieniały się na zasadzie rotacji. W 1851 kadencja urzędu gubernatora została przedłużona z trzech do czterech lat. Nowa konstytucja, z 1864, wyeliminowała rotację trzech okręgów wyborczych i, począwszy od 1868, gubernator wybierany jest przez wszystkich uprawnionych do głosowania mieszkańców stanu.

## Wybory gubernatora Marylandu
Współcześnie, wybierany w listopadowych wyborach na czteroletnią kadencję, gubernator obejmuje urząd w trzecią środę stycznia. Gubernator może zostać ponownie wybrany tylko raz. Bierne prawo wyborcze przysługuje osobom, które mają ukończone 30 lat i od co najmniej 5 lat posiadają czynne prawo wyborcze i mieszkają na terenie stanu Maryland.

## Obowiązki i uprawnienia gubernatora Marylandu
Gubernator Marylandu przedstawia co roku obu izbom parlamentu stanowego propozycję ustawy budżetowej. Ma on również prawo w dowolnej chwili poinformować parlament o sytuacji w stanie, co zwykle czyni w corocznym orędziu.
Każda ustawa, poza budżetową, uchwalona przez parlament Marylandu musi zostać zaakceptowana przez gubernatora. W przypadku weta parlament musi przegłosować ustawę ponownie większością co najmniej 3/5 głosów w obu izbach.
Gubernator jest głównodowodzącym stanowych sił zbrojnych, wchodzących w skład Gwardii Narodowej Stanów Zjednoczonych, z wyjątkiem okresu, gdy jest ona wezwana to służby przez rząd federalny. W takim przypadku gubernator ma prawo powołania oddzielnej armii stanowej.
Gubernator ma prawo mianowania wielu urzędników stanowych, prawo do ekstradycji osób podejrzanych o przestępstwa w innych stanach oraz występowania o ekstradycję osób podejrzanych o popełnienie przestępstwa w Marylandzie. Gubernator ma również prawo łaski wobec osób skazanych za złamanie prawa stanowego.
Z racji piastowanego urzędu gubernator również przewodniczy lub zasiada w licznych radach i komisjach stanowych.